# Hedy Stenuf
Hedy Stenuf Byram (18 luglio 1922 – 7 novembre 2010) è stata una pattinatrice artistica su ghiaccio austriaca naturalizzata statunitense.

## Palmarès

### Individuale femminile
| Internazionali                                                     | Internazionali | Internazionali | Internazionali | Internazionali | Internazionali | Internazionali |
| Evento                                                             | 1935           | 1936           | 1937           | 1938           | 1939           | 1940           |
| ------------------------------------------------------------------ | -------------- | -------------- | -------------- | -------------- | -------------- | -------------- |
| Giochi olimpici invernali                                          |                | 6°1            |                |                |                |                |
| Campionati mondiali                                                | 4°1            |                | 4°2            | 3°3            | 2°3            |                |
| Campionati europei                                                 | 7°1            | 6°1            | 4°2            |                |                |                |
| Nazionali                                                          |                |                |                |                |                |                |
| Campionati statunitensi                                            |                |                |                |                |                | 2°             |
| Campionati austriaci                                               | 3°             | 2°             |                |                |                |                |
| In rappresentanza di 1 Austria, 2 Francia, 3 Stati Uniti d'America |                |                |                |                |                |                |

### Coppie con Skippy Baxter
| Nazionali               | Nazionali |
| Evento                  | 1940      |
| ----------------------- | --------- |
| Campionati statunitensi | 2°        |